# Jon Lester
Jonathan Tyler "Jon" Lester, född den 7 januari 1984 i Tacoma i Washington, är en amerikansk före detta professionell basebollspelare som spelade 16 säsonger i Major League Baseball (MLB) 2006–2021. Lester var vänsterhänt pitcher.
Lester spelade för Boston Red Sox (2006–2014), Oakland Athletics (2014), Chicago Cubs (2015–2020), Washington Nationals (2021) och St. Louis Cardinals (2021). Totalt spelade han 452 matcher i grundserien, alla utom en som startande pitcher, och var 200–117 (200 vinster och 117 förluster) med en earned run average (ERA) på 3,66 och 2 488 strikeouts på 2 740,0 innings pitched.
Bland Lesters meriter kan nämnas att han vann tre World Series-titlar (2007 och 2013 med Red Sox och 2016 med Cubs) och fem gånger togs ut till MLB:s all star-match. Han utsågs till mest värdefulla spelare (MVP) i finalen i National League, National League Championship Series (NLCS), 2016. Han pitchade en no-hitter den 19 maj 2008.

## Karriär
Lester draftades av Boston Red Sox 2002 som 57:e spelare totalt. Han debuterade i MLB för Red Sox den 10 juni 2006.
Vid månadsskiftet augusti/september 2006 blev det känt att Lester hade en variant av lymfomcancer, och han genomgick cancerbehandling. Han var tillbaka i spel i juli 2007.
Lester spelade för Red Sox fram till slutet av juli 2014. Då trejdades han till Oakland Athletics, där han bara stannade säsongen ut innan han blev free agent.
I december 2014 skrev Lester på för Chicago Cubs och han spelade där 2015–2020, varefter han blev free agent igen.
Lester skrev i januari 2021 på ett ettårskontrakt med Washington Nationals. I slutet av juli samma år trejdades han till St. Louis Cardinals. Med den klubben nådde han den 20 september milstolpen 200 vinster i MLB:s grundserie.
I januari 2022 meddelade Lester att han avslutade karriären.